# Éric Aumonier
Éric Marie Pierre Henri Aumonier (Parigi, 22 febbraio 1946) è un vescovo cattolico francese, dal 17 dicembre 2020 vescovo emerito di Versailles.

## Biografia
Nato a Parigi nel 1946, ha due fratelli, di cui uno sacerdote. Compie gli studi pubblici e quelli secondari superiori al Liceo Saint-Jean-de-Passy. Si trasferisce poi a Roma dove, dal 1966 al 1974, studia al Seminario Francese e consegue la laurea in filosofia e un dottorato in teologia.

### Ministero sacerdotale
Ordinato sacerdote il 22 luglio 1971 per l'arcidiocesi di Parigi, è parroco nella chiesa di Saint-Ferdinand des Ternes e cappellano del liceo parrocchiale dal 1973 al 1977 e dal 1977 al 1984 direttore spirituale e docente di teologia presso il Seminario Saint Sulpice a Issy-les-Moulineaux.
È il primo superiore della Maison Saint-Augustin, quindi superiore del seminario diocesano di Parigi fino al 1996. Nel 1992 è nominato membro del consiglio episcopale e nel 1993 è nominato canonico onorario della cattedrale di Notre-Dame.

### Ministero episcopale
Nominato vescovo ausiliare di Parigi il 12 luglio 1996 e titolare di Malliana da papa Giovanni Paolo II, viene consacrato l'11 ottobre successivo dal cardinale Jean-Marie Lustiger, co-consacranti l'arcivescovo Jean-Louis Tauran e il vescovo André Vingt-Trois. L'11 gennaio 2001 è nominato vescovo di Versailles, prendendo solennemente possesso della diocesi il 25 febbraio.
Nel 2006, dopo la presentazione al Parlamento francese di un disegno di legge in materia di immigrazione, ricorda l'importanza evangelica dell'accoglienza degli stranieri senza minimizzare la complessità che comporta questa scelta.
Il 17 dicembre 2020 papa Francesco accoglie la sua rinuncia al governo pastorale della diocesi di Versailles.

## Genealogia episcopale e successione apostolica
La genealogia episcopale è:
- Cardinale Scipione Rebiba
- Cardinale Giulio Antonio Santori
- Cardinale Girolamo Bernerio, O.P.
- Arcivescovo Galeazzo Sanvitale
- Cardinale Ludovico Ludovisi
- Cardinale Luigi Caetani
- Cardinale Ulderico Carpegna
- Cardinale Paluzzo Paluzzi Altieri degli Albertoni
- Papa Benedetto XIII
- Papa Benedetto XIV
- Papa Clemente XIII
- Cardinale Marcantonio Colonna
- Cardinale Giacinto Sigismondo Gerdil, B.
- Cardinale Giulio Maria della Somaglia
- Cardinale Carlo Odescalchi, S.I.
- Vescovo Eugène de Mazenod, O.M.I.
- Cardinale Joseph Hippolyte Guibert, O.M.I.
- Cardinale François-Marie-Benjamin Richard
- Vescovo Marie-Prosper-Adolphe de Bonfils
- Cardinale Louis-Ernest Dubois
- Cardinale Georges-François-Xavier-Marie Grente
- Arcivescovo Marcel-Marie-Henri-Paul Dubois
- Cardinale François Marty
- Cardinale Jean-Marie Lustiger
- Vescovo Éric Aumonier

La successione apostolica è:
- Vescovo Bruno Paul Marie Valentin (2019)

## Pubblicazioni
- Éric Aumonier; Semez l'Évangile; Ed. Parole et Silence, 2009, 141 p. (ISBN 9782845737631)
- Éric Aumonier; Apprends nous à prier; Ed. Parole et Silence, 2010

## Araldica
| Stemma | Blasonatura                                                                                            |
|        | Sotto lo scudo, nella lista svolazzante, il motto in lettere maiuscole di nero: DUC IN ALTUM (Lc 5,4). |